# Jeanne Huc-Mazelet
Jeanne Huc-Mazelet (Morges, 6 maart 1765 - Tolochenaz, 6 februari 1852) was een Zwitserse gouvernante.

## Biografie
Jeanne Huc-Mazelet was de dochter van een arts en apotheker. Zij was vrijgezel. Van 1790 tot 1804 was zij in Sint-Petersburg in het keizerrijk Rusland aan de slag als gouvernante van grootvorstin Maria Pavlovna van Rusland, die de zus was van tsaar Alexander I van Rusland en later zou huwen met Karel Frederik van Saksen-Weimar-Eisenach, de kroonprins van het groothertogdom Saksen-Weimar-Eisenach. Eind 1813 bepleitte zij samen met anderen de neutraliteit van Zwitserland bij de Russische tsaar, en probeerde zij eveneens invloed op de tsaar uit te oefenen om de annexatie van Vaud en Aargau bij Bern te verhinderen. Later verbleef Huc-Mazelet geregeld in Weimar, waar zij bevriend geraakte met Charlotte Schiller, de echtgenote van de Duitse schrijver Friedrich Schiller.